# フランシス・スコット・フィッツジェラルド
フランシス・スコット・"スコティー"・フィッツジェラルド（英: Frances Scott "Scottie" Fitzgerald, 1921年10月26日 - 1986年6月18日）は、作家F・スコット・フィッツジェラルド、ゼルダ・フィッツジェラルド夫妻の間に生まれた一人娘である。彼女は作家、ジャーナリスト（『ワシントン・ポスト』紙、『ザ・ニューヨーカー』誌など）として働いたほか、民主党員としても働いた。1992年には、母と共にアラバマ女性の殿堂入りしている。

## 幼少期から大学卒業まで

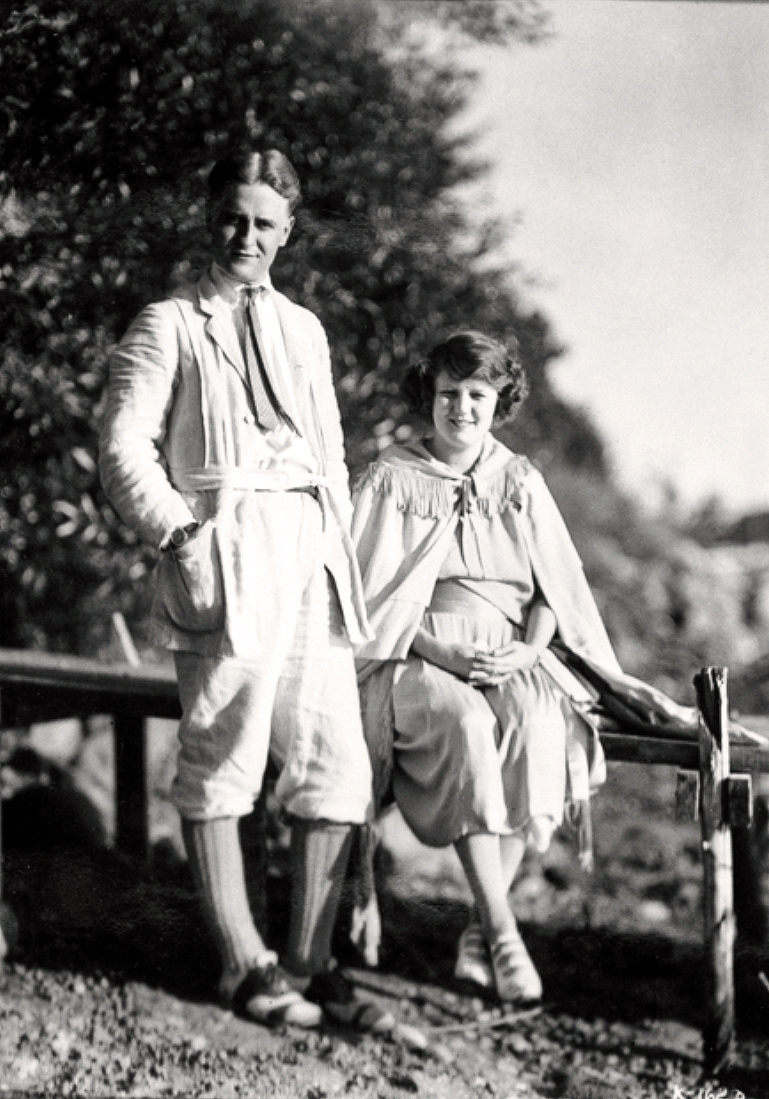
1921年の父スコットと母ゼルダ。写真はスコティーが生まれる1ヶ月ほど前に撮影された

フィッツジェラルドはミネソタ州セントポールで生まれた。母ゼルダは彼女が生まれた時に、スコティーが「美しくて少しお馬鹿さん」（英: "beautiful little fool"）に育ってほしいと述べたと言われている。父スコットの小説『グレート・ギャツビー』には、登場人物のひとりデイジー・ブキャナンが、自分の娘に向かって同じことを述べるシーンが存在する。彼女はスコティーとの愛称で呼ばれ、幼少期には旅がちな両親に従って世界中を転々とした。彼女はフランスのパリやアンティーブに住んだほか、ボルティモア近郊の街・タウソンに程近いチェサピーク湾で父が借りたビーチハウス「ラ・ペ」（英: La Paix）で5年間を過ごしている。1931年、父スコットが精神的に参ってしまったため、彼女はスコットのエージェントだったハロルド・オーバーに引き取られ、大学卒業まで10年余り支援を受けている。
1936年、フィッツジェラルドはコネチカット州の寄宿学校エセル・ウォーカー・スクールに通い始めたが、イェールまでヒッチハイクしようと学校を抜け出したために退学させられた。その後ヴァッサー大学に通い、1942年に卒業している。大学を中退し学位を取り損ねた父スコットは、彼女に同じ過ちを犯させまいと、厳しい授業を取って熱心に勉強するよう諭す手紙を何通も書き送っている。"Things to Worry About"（意味：気に掛けておくべきこと）として知られるスコットの文章は、スコティーに宛てて書いた手紙の一節である。父は彼女が在学中の1940年に死去し、フィッツジェラルドは大学を辞めて文筆業に就くとしたが、一族で初めての学士号を取らせたがっていた父を知る周囲の勧めで考え直した。遺言書の認定に時間がかかり、彼女は無収入となってしまったが、父のエージェントを務めていたハロルド・オーバー、担当編集者だったマックス・パーキンズ、遺言執行人で父の学友だったジョン・ビッグズ、ジェラルド・マーフィーが基金を作り、大学卒業までの資金を確保した。中でもオーバーはスコットの死後、母ゼルダとスコティーの世話を最後まで引き受け、彼女の結婚式代金をパーキンズと折半して負担した。

## 私生活とキャリア
スコティーと彼女の最初の夫であるサミュエル・ジャクソン・"ジャック"・ラナハン（英: Samuel Jackson "Jack" Lanahan）は、1950年代から1960年代にかけて、ワシントンの司会者として人気を博した。ラナハンはワシントンの有力弁護士であり、ふたりの間には4人の子どもが生まれた。この間スコティーは、アメリカ多発性硬化症協会 (National Multiple Sclerosis Society) ワシントン支部が行う毎年の上演のために、ワシントンの社会情勢を切り取るミュージカル・コメディをいくつか書いている。彼女の作品 "Onward and Upward with the Arts" は、監督デイヴィッド・メリックによって、ブロードウェイ公演も検討された。
ラナハンとの間には、トーマス・アディソン・"ティム"（英: Thomas Addison "Tim" Lanahan）、エレナー・アン（英: Eleanor Ann "Bobbie" Lanahan）、サミュエル・ジャクソン・ジュニア（英: Samuel Jackson Lanahan, Jr.）、セシリア・スコット（英: Cecilia Scott Lanahan）の4人が生まれた。長男トーマス（愛称ティム）は27歳で自殺した。長女エレナー・"ボビー"・ラナハンは、芸術家・作家の道を進み、母スコティーの伝記 "Scottie, The Daughter of ... The Life of Frances Scott Fitzgerald Lanahan Smith"（1995年）を出版した。スコティーはグロウヴ・スミス（英: Grove Smith）と2度目の結婚をしたが、1980年に離婚した。
スコティーは晩年の13年を、母ゼルダの実家があったアラバマ州モンゴメリーで過ごし、1986年に64歳で亡くなった。彼女はメリーランド州ロックビルの墓地で、両親のすぐ近くに葬られている。